# Jacob Abbott
Jacob Abbott (Hallowell, 14 novembre 1803 – Farmington, 31 ottobre 1879) è stato uno scrittore e pedagogista statunitense.
Nato a Hallowell, nel Maine, fu il secondo di sette fratelli, figlio di Jacob e Lydia Abbott, che instillarono sin da bambini ai loro figli una rigida educazione cristiana. Dopo aver studiato con i suoi fratelli alla Hallowell Academy, seguì con loro lo stesso percorso formativo, andando a studiare prima al Bowdoin College nel 1820; e studiando poi teologia all'Andover Theological Seminary dal 1821 fino al 1824; tra lo stesso anno e il 1825 divenne tutore, e dal 1825 al 1829 esercitò in qualità di professore di matematica e scienze naturali all'Amherst College; nel 1826 divenne predicatore presso la Hampshire Association e nel 1829 fondò insieme a suo fratello John Stevens Cabot Abbott, la Mount Vernon School for Young Ladies a Boston, istituto di cui fu preside nel periodo 1829-1833. Fra gli alunni della sua scuola per ragazze Abbott scoprì il talento di Elizabeth Stuart Phelps, futura autrice di libri per ragazzi, la giovane visse ospite della famiglia Abbott durante il suo periodo di studi e pubblicò il suo primo racconto proprio su una rivista a cura di Jacob Abbott. Il 18 maggio 1828 Abbott sposò Harriet Vaughan, e nel 1832 Abbott pubblicò il suo primo scritto dal titolo The Young Christian; or, A Familiar Illustration of the Principles of Christian Duty, nella quale:
Fu pastore della Eliot Congregational Church (di cui fu fondatore), a Roxbury (Massachusetts) nel 1834-1835; fu, con i suoi fratelli, fondatore, e tra il 1843 e il 1851 preside del Abbott's Institute, e tra il 1845 e il 1848 della "Mount Vernon School for boys", a New York City.
Fu un autore prolifico, scrisse romanzi per ragazzi, racconti, biografie, libri religiosi per il grande pubblico, e qualche lavoro di scienza divulgativa. Morì a Farmington (Maine), dove aveva trascorso parte del suo tempo dopo il 1839, e dove suo fratello Samuel Phillips Abbott fondò la Abbott School.
I suoi libri su Rollo, come Rollo at Work, Rollo at Play, Rollo in Europe, ecc., sono tra le sue opere maggiormente note, ed hanno come protagonista un giovane ed i suoi amici. Con essi Abbott fu per una o due generazioni di giovani lettori americani quello che furono in passato in Inghilterra e America, gli autori di Evenings at Home, Sandford and Merton, e Parent's Assistant.
Anche suo fratello, John Stevens Cabot Abbott, era scrittore. Anche i suoi figli, Benjamin Vaughan Abbott, Austin Abbott, entrambi eminenti avvocati, Lyman Abbott, e Edward Abbott, pastore, furono scrittori famosi.
È possibile consultare Young Christian, Memorial Edition, with a Sketch of the Author di Edward Abbott con una bibliografia delle sue opere.
Altre opere degne di nota: Lucy Books, Jonas Books, Harper's Story Books, Marco Paul, Gay Family, e Juno Books.